# Ефанов, Николай Анатольевич

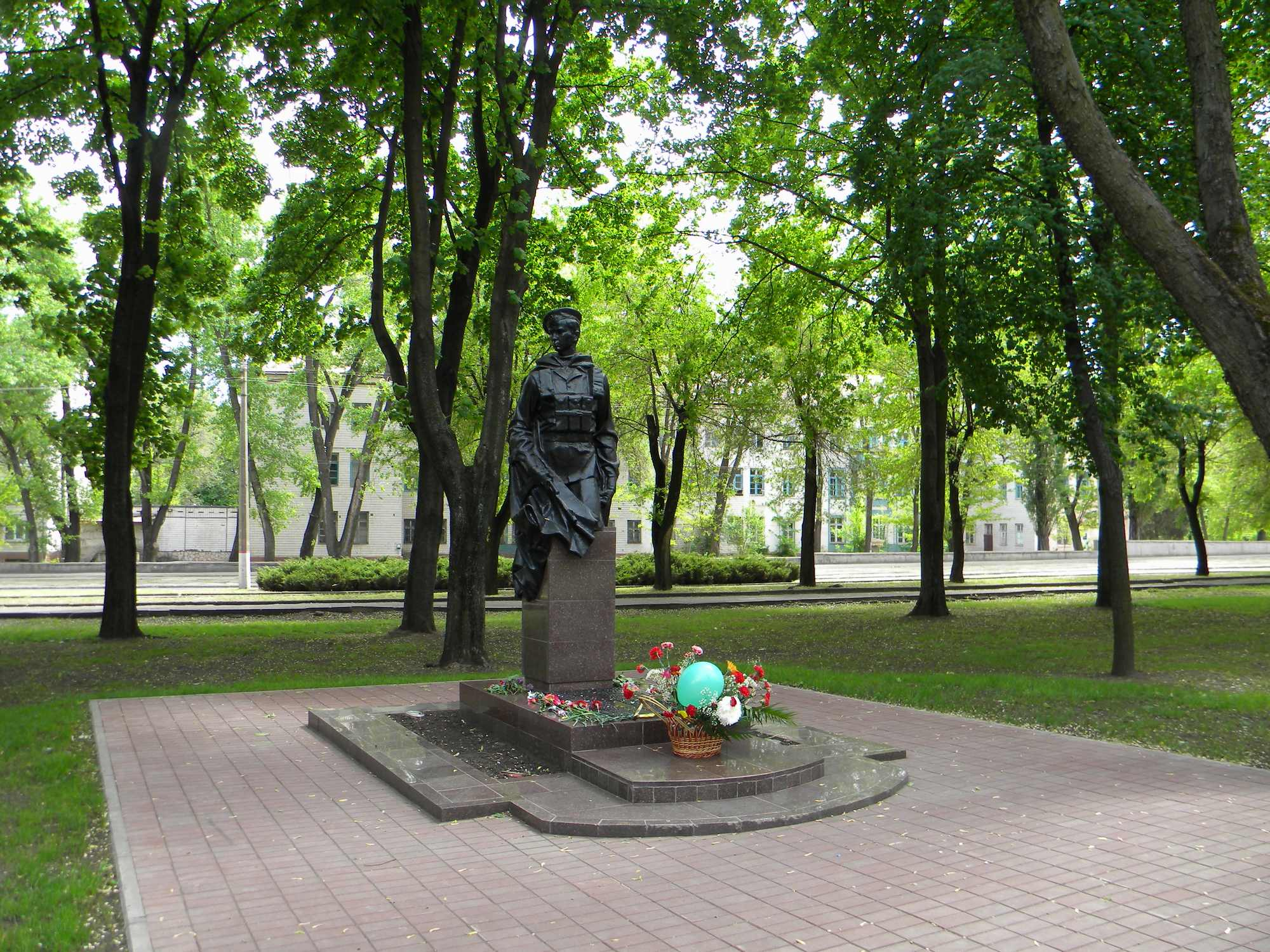
Имя на памятнике воинам-интернационалистам на Дзержинке (Кривой Рог)

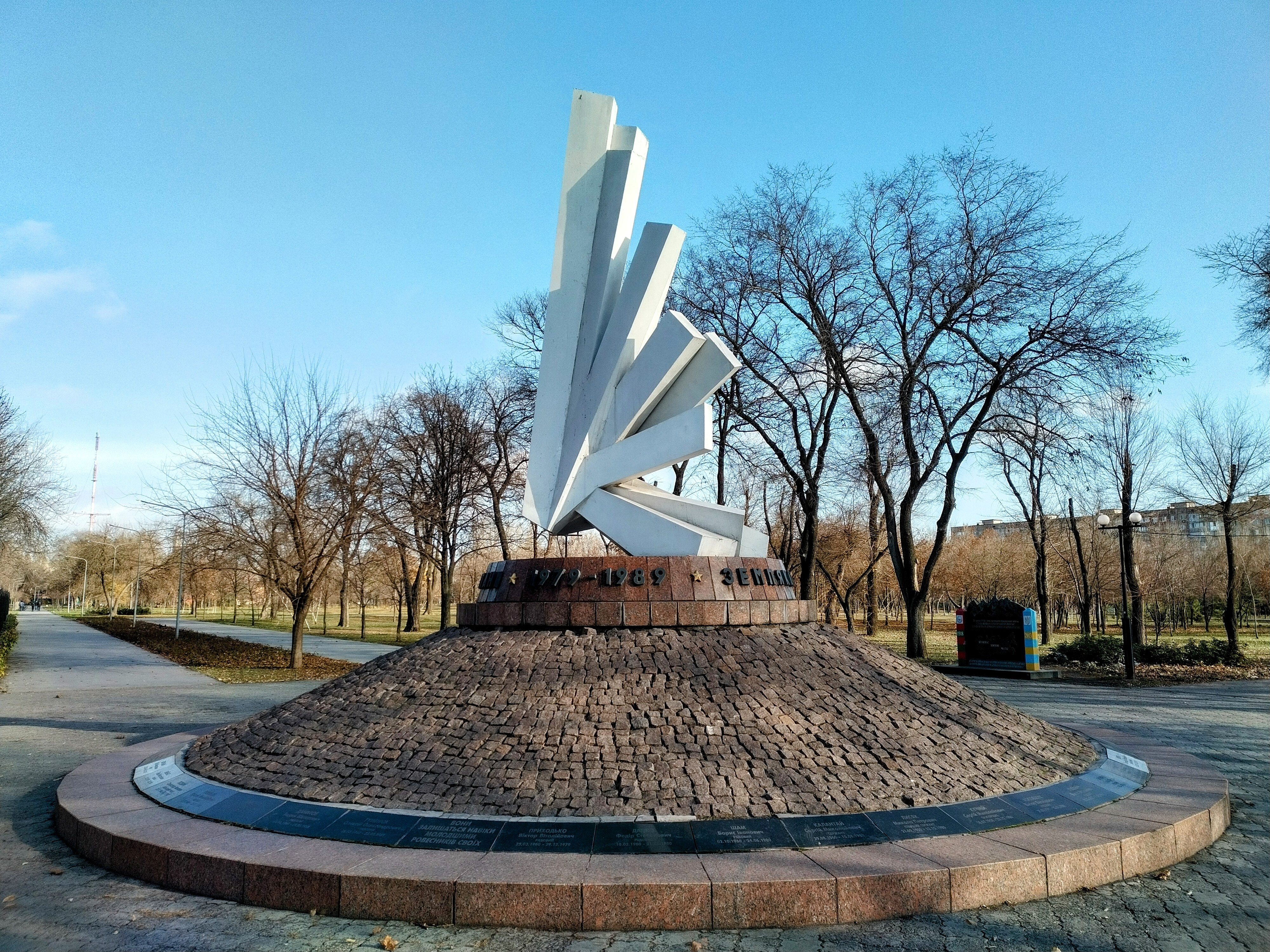
Имя на памятнике воинам-интернационалистам в Юбилейном парке (Кривой Рог)

Ефанов Николай Анатольевич (5 сентября 1963, Кривой Рог, Днепропетровская область — 9 марта 1982, Кабул, Кабул) — советский военнослужащий, рядовой, водитель, участник Афганской войны.

## Биография
Родился 5 сентября 1963 года в городе Кривой Рог Днепропетровской области УССР в рабочей семье, русский.
Окончил СПТУ № 29, работал слесарем-ремонтником на Новокриворожском горно-обогатительном комбинате в Кривом Роге. 
4 октября 1981 года призван в Вооружённые силы СССР Жовтневым районным военным комиссариатом Кривого Рога. В декабре 1981 года в звании рядового направлен в состав ограниченного контингента советских войск в Афганистане, служил водителем. Участвовал в 25 боевых операциях.
9 марта 1982 года в районе города Кабула автомобильная колонна, в составе которой он следовал, попала в засаду и была обстреляна. В ходе боя получил смертельное ранение в грудь.
Похоронен в Кривом Роге на Центральном кладбище (участок 8, ряд 9, могила 5).

## Награды
- Орден Красной Звезды (посмертно)[1][2].

## Память
- Имя на памятнике воинам-интернационалистам Днепропетровщины, погибшим в Афганистане (Днепр)[4];
- Имя на памятнике воинам-интернационалистам на Дзержинке (Кривой Рог);
- Имя на памятнике воинам-интернационалистам на КРЭСе (Кривой Рог);
- Имя на памятнике воинам-интернационалистам в Юбилейном парке (Кривой Рог).